# Adne van Engelen
Pour les articles homonymes, voir Engelen.
Adne van Engelen, né le 16 mars 1993 à 't Zand, est un coureur cycliste néerlandais.

## Palmarès et résultats

### Palmarès par année
- 2016
  -  Champion des Pays-Bas universitaire sur route[1]
  - Romsée-Stavelot-Romsée
  - 2e du Tour d'Égypte
- 2017
  -  Champion des Pays-Bas universitaire sur route
  - Tour de Madagascar :
    - Classement général
    - 7e étape

  - 3e du Tour du Cameroun
- 2018
  -  Champion du monde universitaire sur route[2]
  -  Champion des Pays-Bas universitaire sur route
  - 10e étape du Tour du lac Poyang (contre-la-montre)
- 2019
  - 4e étape du Tour du lac Poyang (contre-la-montre par équipes)
  - 3e du Tour de Mésopotamie
- 2021
  - 6e étape du Tour de Thaïlande
  - 2e du Tour de Thaïlande
  - 2e du Tour de CMU
- 2022
  - Überherrner Straßenrennen
  - Masters Tour of Chiang Mai :
    - Classement général
    - 3e et 4e (contre-la-montre) étapes
- 2023
  - Sharjah Tour : 
    - Classement général
    - 4e étape

  - Tour de Taiyuan : 
    - Classement général
    - 2e étape

  - 3e de la New Zealand Cycle Classic
- 2024
  - Tour de CMU : 
    - Classement général
    - 3e étape

  - Tour de Thaïlande
  - Masters Tour of Chiang Mai  :
    - Classement général
    - 4e étape (contre-la-montre)

  - Tour de Taiyuan : 
    - Classement général
    - 2e étape

  - 9e étape du Tour de Zhaotong
  - 2e du Tour de Zhaotong
  - 3e du Tour de Mentougou
- 2025
  - 2e du Tour de Banyuwangi Ijen
  - 3e du Tour de Gyeongnam

### Classements mondiaux
| Année                                 | 2016  | 2017  | 2018  | 2019  | 2020 | 2021  | 2022 | 2023 | 2024 |
| ------------------------------------- | ----- | ----- | ----- | ----- | ---- | ----- | ---- | ---- | ---- |
| Classement mondial                    | 1047e | 1246e | 2040e | 1119e | 400e | 1295e | 631e | 361e | 388e |
| UCI Europe Tour                       | 1325e | 1568e | 1601e | 791e  | 326e | 930e  | 489e | nc   | nc   |
| UCI Asia Tour                         | 440e  | 598e  | 467e  |       |      |       |      |      |      |
| UCI Africa Tour                       | 77e   | 73e   | nc    |       |      |       |      |      |      |
|                                       |       |       |       |       |      |       |      |      |      |
| Légende : nc = non classéSource : UCI |       |       |       |       |      |       |      |      |      |